# Felletin
 Felletin  es una comuna (municipio) de Francia, en la región de Lemosín, departamento de Creuse, en el distrito de Aubusson. Es la cabecera del cantón de su nombre.
Su población en el censo de 1999 era de 1.892 habitantes. 
Está integrada en la Communauté de communes d’Aubusson-Felletin.

## Demografía
| 2161 | 2278 | 2291 | 2196 | 1985 | 1892 |
| Para los censos de 1962 a 1999 la población legal corresponde a la población sin duplicidades (Fuente: INSEE [Consultar]) |      |      |      |      |      |